# تاماشا
تاماشا هو فيلم من نوع موسيقي أُصدر في 27 نوفمبر 2015. الفيلم من إنتاج ناديادوالا غراندسون إنترتينمنت، ومن توزيع يو تي في مويشن بيكتشرز، وهو من إخراج وسيناريو امتياز علي.

## القصة
تقع أحداث الفيلم في هيماجل برديش.

## طاقم التمثيل
- رانبير كابور
- ديبيكا بادوكون

## الإنتاج
موسيقى الفيلم التصويرية كانت من تأليف أي.أر. رحمان.

## وصلات خارجية
- تاماشا على موقع IMDb (الإنجليزية)
- تاماشا على موقع ميتاكريتيك (الإنجليزية)
- تاماشا على موقع روتن توميتوز (الإنجليزية)
- تاماشا على موقع نتفليكس (الإنجليزية)
- تاماشا على موقع قاعدة بيانات الأفلام العربية
- تاماشا على موقع ألو سيني (الفرنسية)
- تاماشا على موقع أول موفي (الإنجليزية)
- تاماشا على موقع بوكس أوفيس موجو (الإنجليزية)
- تاماشا على موقع قاعدة بيانات الفيلم (الإنجليزية)
- تاماشا على موقع ليتربوكسد (الإنجليزية)